# Alte Mühle (Kirchhausen)

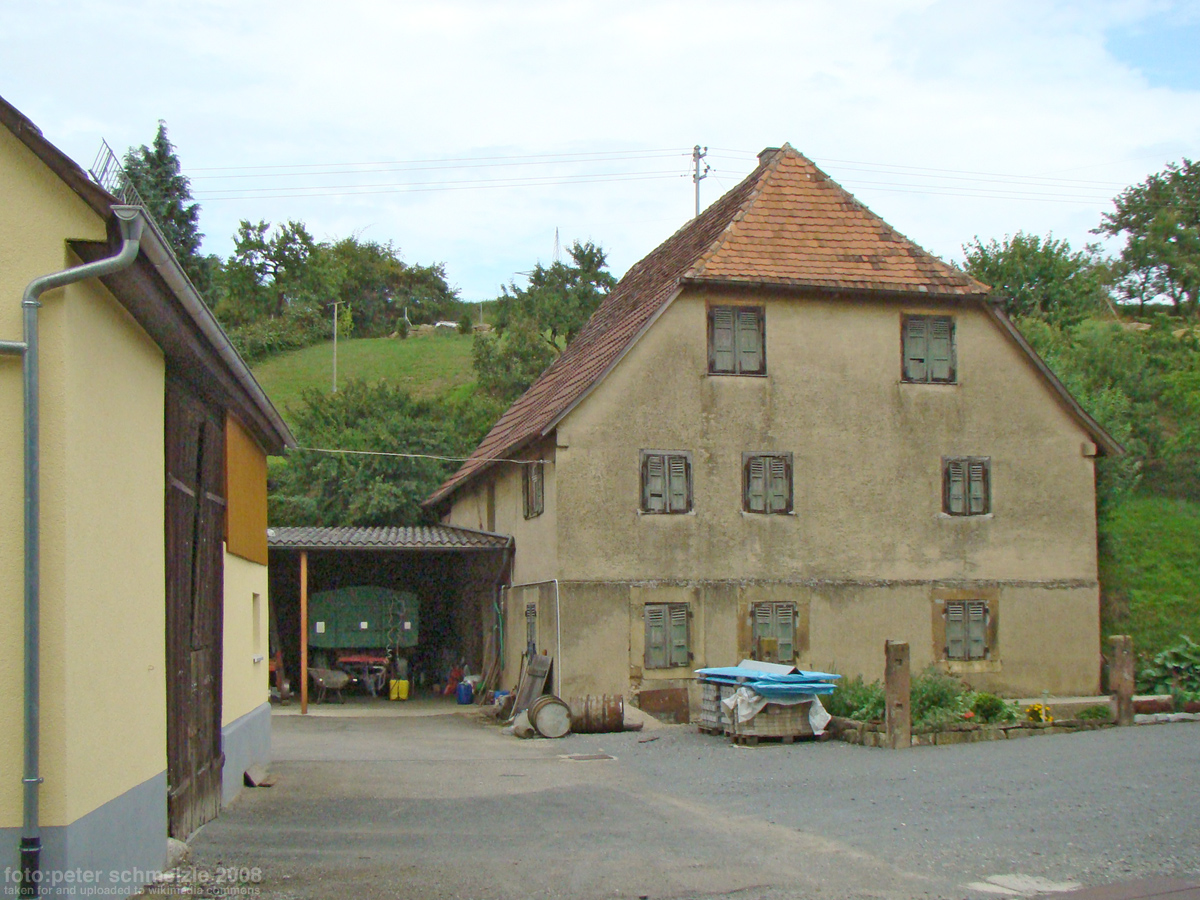
Alte Mühle

Die Alte Mühle  am Kehlenbach im Heilbronner Stadtteil Kirchhausen ist eine Mahlmühle mit Wasserradantrieb aus dem 18. Jahrhundert. Sie war bis in das 19. Jahrhundert die einzige Mühle Kirchhausens. Das denkmalgeschützte Gebäude gilt als Kulturdenkmal.

## Lage
Das Gebäude befand sich einst in Alleinlage südöstlich außerhalb des Dorfes in den Mühlwiesen am Kehlenbach, der das Wasserrad antrieb. Die Mühle war über den von der Schlossstraße abzweigenden Mühlweg zu erreichen. Ein Teilstück davon ist noch mit dem heutigen Alten Mühlweg erhalten, die restlichen Wegverhältnisse haben sich verändert. Die nördlichen Mühlwiesen wurden inzwischen mit dem Freibad überbaut, auf den südlichen Mühlwiesen befinden sich Tennisplätze. Unmittelbar südlich der Mühle, wo heute die B 39 den Kehlenbachgrund überquert, befand sich bereits im 19. Jahrhundert eine neue Brücke der Straße nach Frankenbach. Nach Osten schließt heute das Gewerbegebiet Mühlenberg an.

## Beschreibung
Eine Mühle gab es in Kirchhausen bereits im Jahr 1374/1376 und wurde 1555 wieder erwähnt. Spuren von Vorgängerbauten wurden im Boden nachgewiesen. Das Gebäude ist ein zweigeschossiger Bau mit einem Fachwerkbau als Obergeschoss, der verputzt ist. Das Obergeschoss in Fachwerk ruht auf einem breit gelagerten, gemauerten Erdgeschoss. Das Gebäude schließt mit einem Krüppelwalmdach nach oben hin ab.